# Día de la Tortilla
El día de la tortilla es un día de fiesta popular celebrada en varios municipios españoles. En algunos de ellos coincide con el día de comienzo del carnaval, es decir, con el jueves Lardero. Es costumbre la peregrinación de los habitantes del municipio a una zona tradicional de la propia localidad o cercana a ella a pasar el día, normalmente en el campo fuera del núcleo urbano. La costumbre obliga a llevar como alimento al menos la tortilla que da nombre a la festividad, normalmente una tortilla de patatas, ya sea sola o en bocadillo. Según la localidad o provincia española las actividades que se realizan durante esta festividad son diferentes, ajustándose a la tradición de cada municipio.

## Localidades en las que se celebra

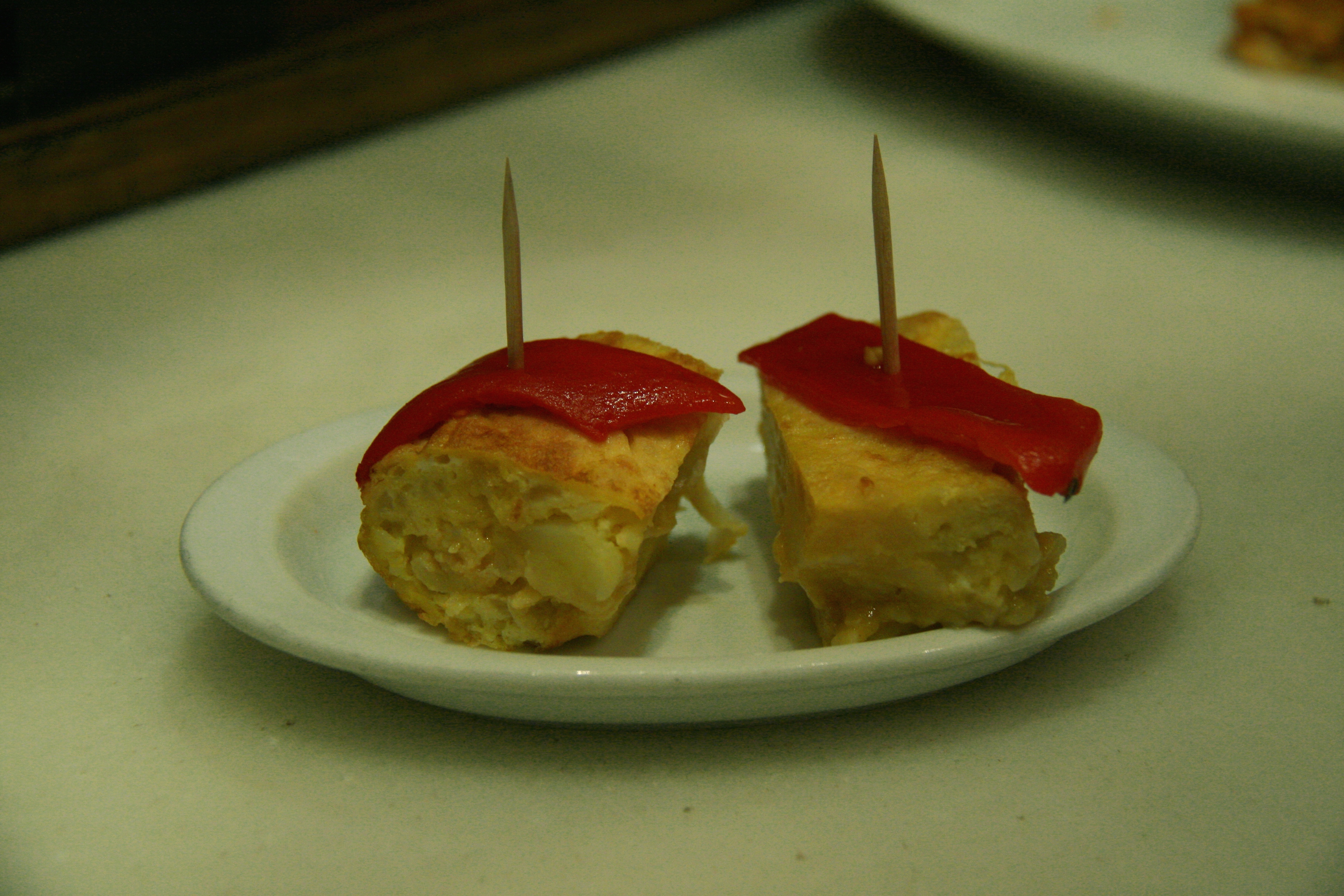
Tapa de tortilla española..

### Provincia de Ávila
- Sanchidrián. Se celebra el 25 de marzo. Es tradición ir al río con la familia o los amigos a comer una buena tortilla de patata de 6 huevos, con 2 tajadas lomo y 2 buenas longanizas de matanza dentro de una exquisita hogaza de pan. También es típico el bollo de la tortilla. El día 26 es conocido como el día de las sobras.

### Provincia de Lugo
- Vivero. Se celebra el domingo previo a domingo de ramos. Es tradición ir al campo o a la playa con amigos y familia y comer distintos tipos de tortilla de patata.

### Provincia de Badajoz
- Talarrubias. Se celebra por primera vez el día 20 de abril, posiblemente sea la fecha definitiva. La gente del pueblo se va a un paraje cercano denominado "El Corchuelo" y allí se ponen todas las comidas en común para que cada uno coja lo que quiera.
- Villanueva de la Serena. Se celebra en primavera y lo celebran ya que es el primer sitio en el que se tiene registro de que crearon la tortilla de patatas. [cita requerida]

### Provincia de Burgos
- Sandoval de la Reina. Se celebra desde inicios de la década de 1990, como una de las actividades del mes de agosto, con motivo de la mayor presencia de sandovaleses y oriundos de Sandoval. Tiene forma de concurso, con un jurado y la concesión de premios. Finalmente y a continuación, se consumen en desgustación popular.[1]

### Provincia de Cáceres
- Peraleda de San Román. En este tranquilo y acogedor pueblo se celebra el domingo de Resurrección, normalmente en las riberas del Tajo o del Gualija, aquí a las tradicionales tortillas se unen los embutidos caseros y las chuletillas de cabrito, todo regado con el excelente vino de pitarra de la zona.

### Provincia de Granada
- Galera. Se celebra el primer día de carnaval, jueves Lardero.

### Provincia de Guadalajara
- Azuqueca de Henares. Suele celebrarse en febrero, en 2008 tuvo lugar el 31 de enero, en 2009 tuvo lugar el 19 de febrero, en 2010 tuvo lugar el 11 de febrero, en 2011 tuvo lugar por primera vez en marzo (ya que todos los años se había celebrado en enero o febrero), el 3 de marzo y en 2012 tuvo lugar el 16 de febrero. Es una tradición establecida de acuerdo al calendario juliano. Se celebra el jueves anterior al miércoles de ceniza.

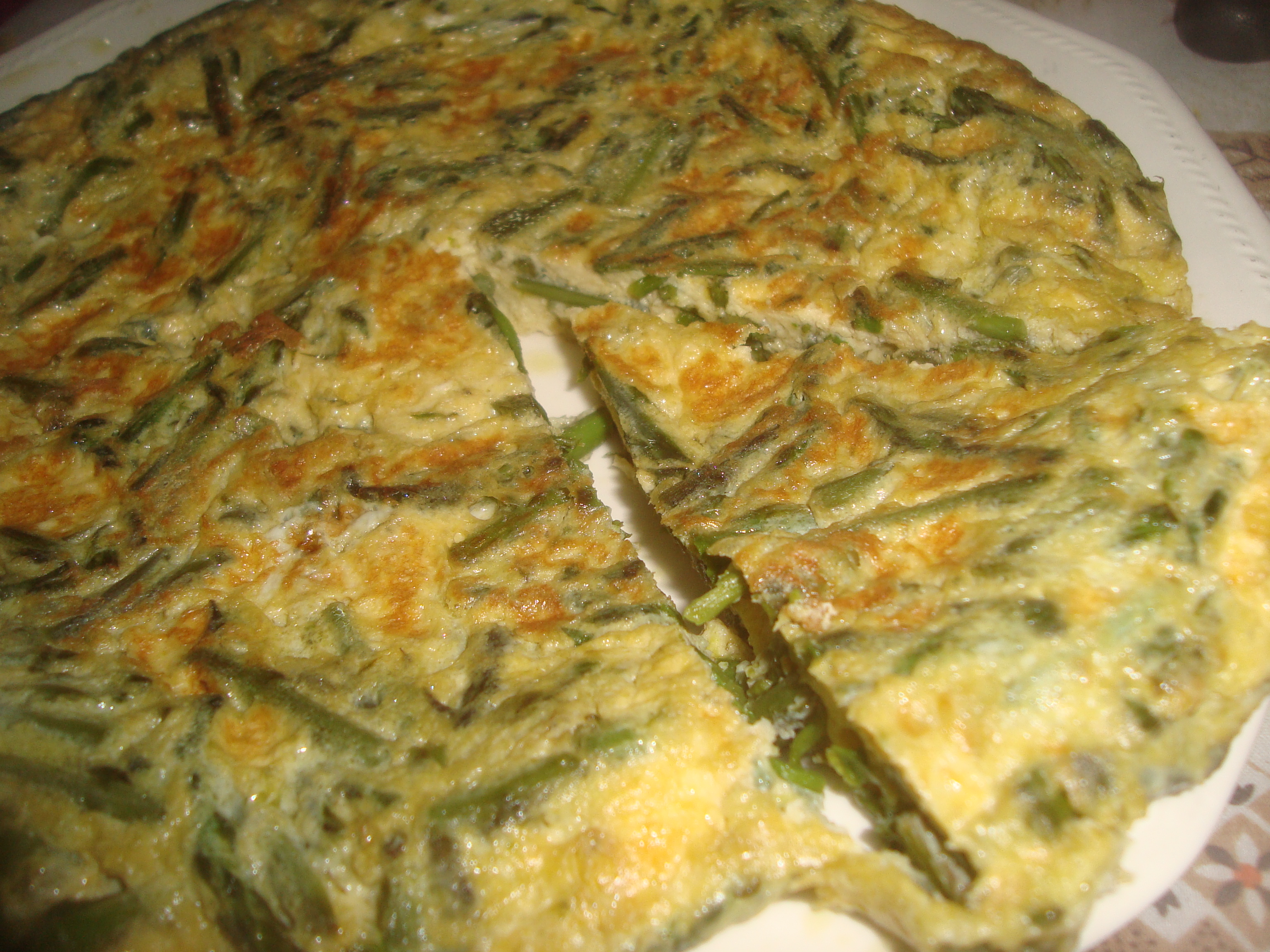
Tortilla de espárragos.

Es costumbre que en los colegios e institutos de la localidad se suspendan las clases a partir de media mañana para celebrar esta 
tradición, aunque en 2013 no fue así.
- Torija. Se celebra el Jueves Lardero. Jueves de Carnaval inmediato anterior al Miércoles de Ceniza. Fecha variable. La celebración consiste en hacer una tortilla que aparte de sus elementos básicos (patata y huevo) lleva rodajas de chorizo frito, lomo y torreznillos. Tradicionalmente se salía a comerla en el campo. Se lleva entre un panecillo redondo abierto a la mitad con la naranja más grande posible y envuelto todo en un hatillo hecho con una servilleta de tela, si es de cuadros, le da más caché. Este hecho es conocido popularmente como el de " correr la tortilla ". Los grupos de amigos escotaban para bebida y ensaladas y se juntaban para comerla todos juntos. Al día siguiente siempre se quedaba para comer las sobras.

### Provincia de León
- La Bañeza. Celebrado el domingo anterior al domingo de ramos. Es típico ir a comer al campo, al monte o a bodegas con amigos y familiares. Hasta hace unos años, el paraje conocido como "Peña de San Blas" fue muy concurrido para celebrar esta jornada gastronómica.

- Sahagún. En esta localidad se celebra el Domingo Tortillero el domingo anterior a Domingo de Ramos; es tradicional "ir a comer la tortilla" al campo, monte o a alguna finca; en ese día amigos y familia se reúnen para comer y pasar juntos el día. Además el Domingo Tortillero se celebra la subasta de los pasos de Semana Santa.

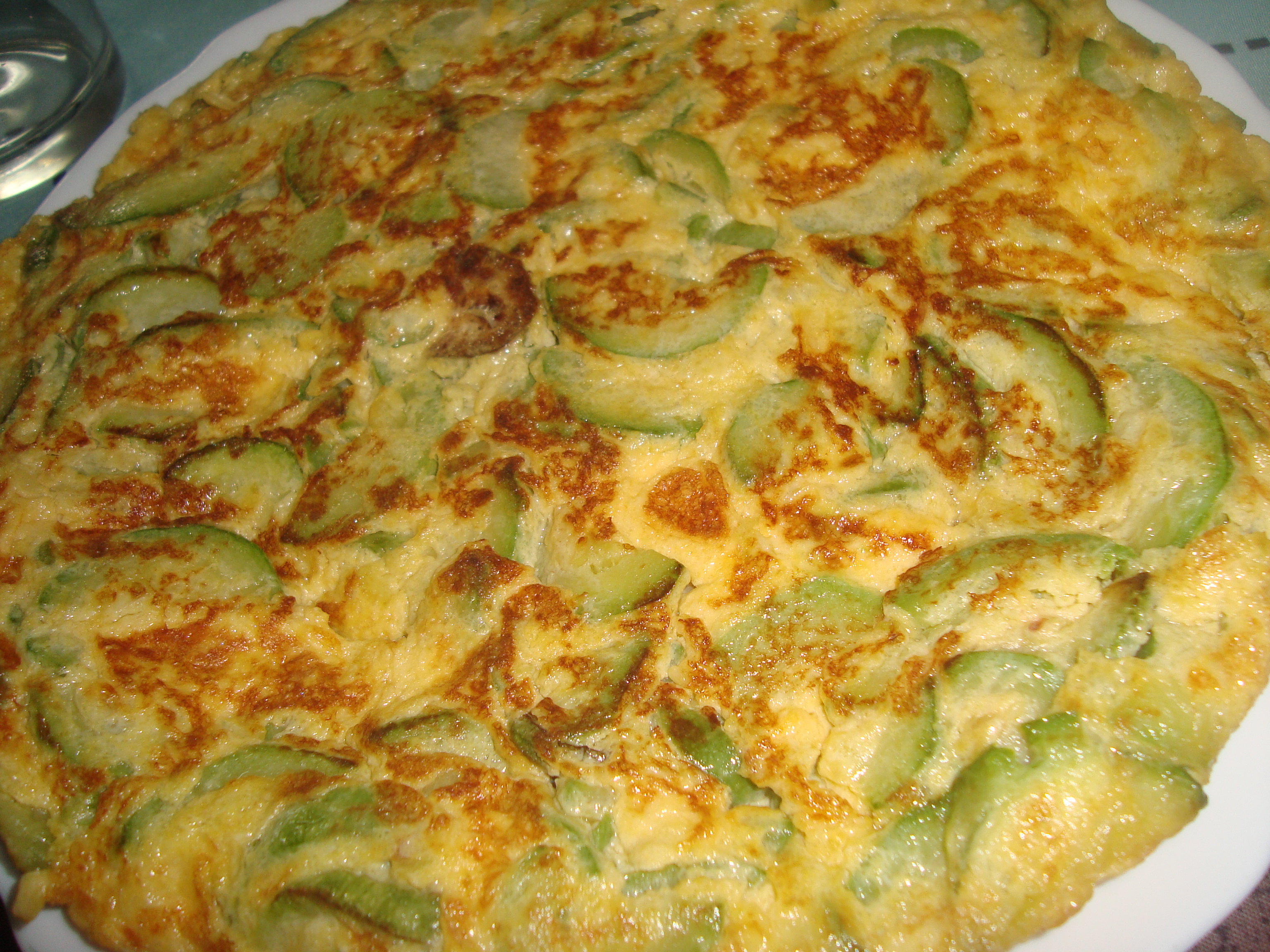
Tortilla de calabacín.

### Provincia de Madrid
- Carabanchel. El 22 de mayo desde el siglo XI un grupo de estudiantes inició esta celebración motivados por la ausencia de festividades y la poca cultura de celebración existente en la época. [cita requerida]

- Fuenlabrada. El 9 de marzo, desde el siglo XVI, se celebra la romería del Día de Santa Juana (Día de la Tortilla), en el que los fuenlabreños acuden a Valdeserrano. Esta tradición se remonta a la época en la que los fuenlabreños marchaban a Cubas de la Sagra (pasando por Valdeserrano), a venerar a Juana Vázquez, la Santa Juana que, supuestamente, realizaba curaciones milagrosas, aunque fue en el siglo XIX cuando esta romería adquirió las características actuales. En el siglo XX los fuenlabreños cada 9 de marzo cogían sus tortillas, pimientos y el pan de libreta y se iban caminando a Valdeserrano, donde pasaban el día junto a sus vecinos. A finales de los años 1990, fueron ya miles los fuenlabreños que celebran el ya convertido en Día de la Tortilla en Valdeserrano donde el Ayuntamiento instala juegos infantiles, escenarios para música e infraestructura como aseos portátiles  y agua potable. Incluso los colegios e institutos suspenden sus clases por la tarde para poder asistir con sus padres y amigos a Valdeserrano. No hay que olvidar que aunque es una fiesta muy celebrada , no es ninguna festividad local. Tan solo cuando alguna de las dos fiestas locales de Santa Juana (14 de septiembre y 26 de diciembre) caen en domingo se establece como fiesta el 9 de marzo. Desde los años 90 las televisiones y periódicos regionales y nacionales se hacen eco cada año de esta festividad que ha dejado su origen religioso para convertirse en gastronómico. Por ello, cuando se buscó qué día podía declararse como día de la Tortilla, se tuvo claro, el 9 de marzo, Día de la Tortilla de Fuenlabrada. Miles de fuenlabreños y fuenlabreñas la celebran cada año.

- Humanes de Madrid. El 9 de marzo, desde el siglo XV, se celebra la romería del Día de Santa Juana.Lugar de celebración: el Prado de la Casa o como antiguamente se le conocía Los Tres Pinos.

- Fuentidueña de Tajo. Se celebra el jueves de Comadre. Los vecinos de Fuentidueña van a correr la tortilla a las afueras del pueblo, en el entorno del río Tajo. Junto con la tortilla, no puede faltar un típico pan, la libretilla, chorizo y jamón serrano y de postre una naranja.

- Guadalix de la Sierra. Se celebra el martes de carnaval, y la gente del pueblo sale al campo.

- Loeches. En esta villa se celebran el jueves de Comadre. Los habitantes de esta villa lo celebran en el campo acompañados de la famosa tortilla de patata. También se hacen varios tipos de comida para compartir con el grupo con el que vamos al ir campo.

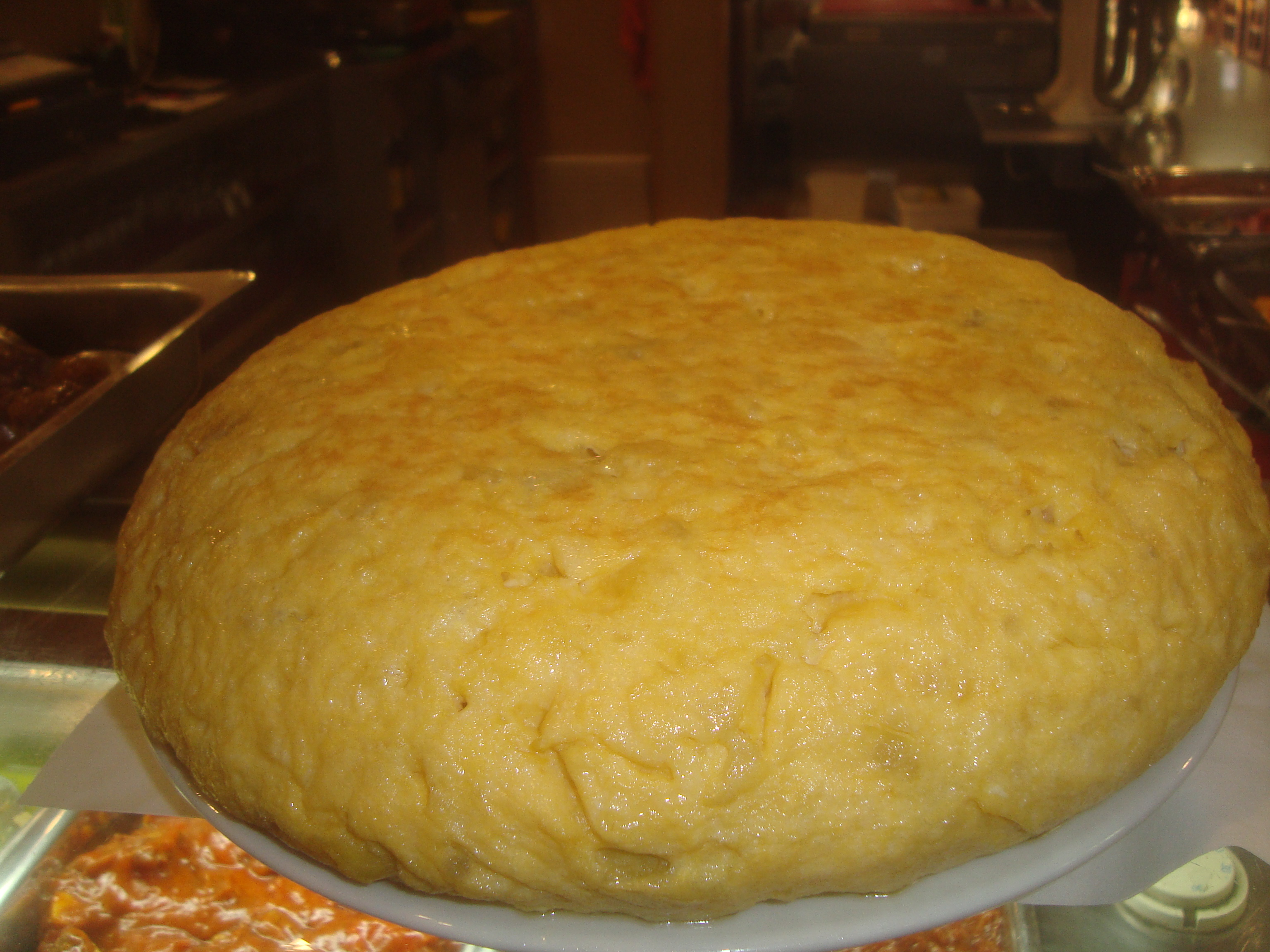
Tortilla Española.

- Tortilla Española.Mejorada del Campo. Se celebra el primer día de carnaval (jueves Lardero).

- Robledo de Chavela. En primavera se celebra el Día de la Merienda, celebración de la llegada de esta estación, donde se elaboran los Panecillos del día de la Merienda y se comen tortillas en el campo, preparadas por las abuelas de la localidad.

- San Fernando de Henares. Se celebra el 3 de febrero.Los sanfernandinos solían citarse en el Cerro de la Herradura hasta la construcción en el mismo del Hospital del Henares, cuando la festividad se traslada al Parque de Dolores Ibárruri, donde suelen ofertarse actividades para niños.

- Coslada. 3 de febrero.  Desde los inicios de la localidad, todos los Cosladeños se reunían en el conocido "Cerro" siendo familias enteras quienes iban. Allí se hacían juegos para los niños y se comía la tortilla que hacían las madres en casa.

- Torrejón de Ardoz. Originalmente el 3 de febrero, aunque a partir de 2020 se aprobó por la Junta de Gobierno realizarlo el primer domingo de febrero. Pionera en celebrar esta fiesta en la comunidad de Madrid ya que lleva celebrándose desde el siglo XV. Ese día los torrejoneros salen a comer tortilla al parque de Ocio donde se reparten raciones de tortilla, caldo y postre entre los que acuden a participar en la fiesta. Se celebran concurso de tortillas, diversos talleres para niños y un tradicional campeonato de petanca.

- Torres de la Alameda. Se celebra los dos jueves anteriores a carnaval. Los torresanos en compañía de amigos y familiares van a pasar el día al campo para comer la tradicional tortilla.

- Valdemoro. Se celebra el 25 de abril, coincidiendo con el día de San Marcos. Los lugareños suelen desplazarse al parque Bolitas del Airón, donde se celebran tradicionalmente diversas actividades juveniles y tomar tortilla de patata. También es típico tomar un bollo, que se llama torta de San Marcos, que consiste en una especie de suizo que lleva un huevo dentro.

- Velilla de San Antonio (sureste de la provincia). Suele celebrarse el primer jueves de febrero. En 2008 comenzaron antes, el 31 de enero, por la fecha más temprana del carnaval.

- Villa de Vallecas. Se celebra el 25 de abril, día de San Marcos, el lugar de celebración suele ser el cerro Almodovar, también conocido localmente como "Cerro Gordo" . Las tahonas del municipio suelen hornear un pan especial para la ocasión, la libreta, un panecillo redondo ideal para la tortilla.

### Provincia de Palencia
- Calzada de los Molinos: En este municipio jacobeo, el domingo anterior al Domingo de Ramos tiene lugar el llamado "Domingo Tortillero". Cuando el tiempo lo permite (dado lo temprano de la fecha) los vecinos del pueblo suben al "Monte Carrión", un pequeño bosque de robles y encinas donde tiene lugar una misa al aire libre tras lo cual se procede a la comida campestre basada en tortillas de todas clases.

### Provincia de Toledo
- Carmena: Se celebra el sábado de Gloria (sábado de Semana Santa).
- Las Herencias: En esta localidad el Día de la Tortilla se celebra el segundo jueves de febrero. Es tradición ir a Los Castillos con amigos a comer la tortilla de patatas metida en un pan redondo.
- Gamonal. Se celebra el jueves anterior al Carnaval (Jueves de Comadre), por lo que varía cada año. Los lugareños acuden al campo y a los montes que rodean la localidad a comer la típica tortilla de patatas.
- Belvís de la Jara: También denominado "Jueves de Comadre". La tradición es irse al "cerro de los cantos blancos", en el camino de La Torre, con tortilla de patatas y bizcochada casera.
- Velada. Esta localidad, vecina de Gamonal, comparte la tradición del Día de la Tortilla con dicha población y con las mismas características.
- Borox y Esquivias. Normalmente se celebra el día 9 de marzo. Los lugareños acuden a un lugar apartado del núcleo urbano a pasar el día en el campo.
- Seseña . En esta localidad se celebra el día 9 de marzo; o fin de semana más próximo; variando según el clima; con varios eventos municipales; cientos personas salen comer al campo es típico para ese día comprar en las panaderías de la localidad (Cuernos).
- Corral de Almaguer: se conocen como "tortilla" las celebraciones caseras del Viernes Santo

### Provincia de Valladolid
- Villalón de Campos. Llamado ``Tortillero´´, se celebra el domingo antes del Domingo de Ramos, las familias y amigos se juntan en las fuentes del pueblo para pasar el día compartiendo y disfrutándole en el campo.

- San Pedro de Latarce. Llamado ``Tortillero´´, se celebra el domingo antes del Domingo de Ramos, las familias y amigos se juntan junto al río a unos kilómetros del pueblo para pasar el día entre comida, juegos y descanso.

### Provincia de Zamora
- Esta fiesta se celebra en la comarca de Benavente y los Valles

El domingo anterior al de Ramos se celebra todos los años el día de tortillero, típicamente conocido en esta zona de la comarca de Benavente como "Tortillero" (a secas, como nombre propio, sin artículo y como núcleo del sintagma nominal) y nunca como "día de la tortilla". 
El Tortillero consta de dos partes: la primera consiste en misa, procesión y bendición de campos (esta es una comarca fundamentalmente agrícola) para pedir buenos cultivos y un tiempo adecuado. La segunda parte consiste en la comida en las bodegas de tortilla, carnes a la parrilla, pollo en tartera de barro... feos, roscas... y todo ello acompañado por un buen vino (DOP Vinos de Calidad de los Valles de Benavente).
En algunos lugares, por la tarde se celebra una verbena con los bailes típicos de la región (cita requerida), aunque lo más frecuente es terminar el día en privado, con el grupo de amigos. Además, su bien conservada tradición mantiene intacto el carácter de poco regocijo de la Cuaresma en que se encuadra esta festividad.
La costumbre de Tortillín, en su día bastante extendida por muchos pueblos de esta comarca en torno a Benavente y que constituía la secuela práctica de Tortillero (pues se reunían algunos amigos, familiares o vecinos para aprovechar los restos del día anterior), está perdiéndose y cada vez son menos los que consumen estos restos fuera de su entorno familiar.
En un pueblo en particular, Morales del Rey, esta celebración tiene lugar el 25 de abril, festividad de San Marcos, en lugar del domingo anterior al Domingo de Ramos. La secuencia a seguir es exctamente la misma: Bendición de campos y comida.

### Provincia de Zaragoza
- Zaragoza: En este municipio jacobeo, el domingo anterior al Domingo de Ramos tiene lugar el llamado "Domingo Tortillero". Cuando el tiempo lo permite (dado lo temprano de la fecha) los vecinos del pueblo suben al "Monte Carrión", un pequeño bosque de robles y encinas donde tiene lugar una misa al aire libre tras lo cual se procede a la comida campestre basada en tortillas de todas clases.